# Jochen Fiedler (Grafikdesigner)
Jochen Fiedler (eigentlich Joachim; * 12. Juli 1936 in Bunzlau) ist ein deutscher Grafik-Designer und Grafiker sowie ehemaliger Hochschullehrer. 

## Leben und Werk
Fiedler wurde 1936 in Schlesien als Sohn der Hausfrau Herta Fiedler und des Bäckers Kurt Fiedler geboren. 1945 verließ er die Geburtsstadt mit seiner Mutter vor dem Herannahen der Front. Den 8. Mai 1945 erlebte er mit seiner Mutter in Schellerhau im Erzgebirge. Unmittelbar danach kehrten sie nach Bunzlau zurück, wo sie bis zur Aussiedlung im Frühjahr 1947 lebten. Mit dem Beginn der dritten Klasse besuchte er die Schule in Görlitz. Nach der Beendigung der Schulzeit folgte eine Lehre als Gebrauchswerber in der Konsum-Genossenschaft Görlitz.
Nach Abschluss der Lehre absolvierte er von 1956 bis 1959 ein Studium an der Fachschule für Werbung und Gestaltung Berlin-Oberschöneweide. Einer seiner Lehrer war Karl-Heinz Schäfer. Während des Studiums lernte er Jutta Damm kennen, die er 1968 heiratete. 1966 wurde ihnen eine Tochter und 1974 ein Sohn geboren. 1959 begann Fiedler als künstlerischer Leiter in der Werbeabteilung des HO-Warenhauses (Handelsorganisation) in Görlitz und bekam 1960 die Zulassung als freiberuflicher Gebrauchsgrafiker. 1961 wechselte er als Gebrauchsgrafiker zur Werbeabteilung des VEB Carl Zeiss Jena. 1961 zog er nach Leipzig und begann die gemeinsame Arbeit mit der Gebrauchsgrafikerin Jutta Damm. Er bekam erste Aufträge als Ausstellungsgestalter (Messegestaltung für DIA Nahrung Berlin, Möbelindustrie der DDR, Messehalle Indien u. a.). Mitte der 1970er Jahre wurde Jochen Fiedler gemeinsam mit Jutta Damm mit der künstlerischen Leitung des Messeprojektes für die Chemieindustrie der DDR zur Leipziger Messe durch die DEWAG Dresden beauftragt. Gleichzeitig wandte er sich der Gestaltung von Drucksachen und Werbeplakaten (u. a. für Centrum Warenhäuser und VVW CENTRUM) zu. Fiedler war bis 1990 Mitglied des Verbands Bildender Künstler der DDR. Er war u. a. Organisator von Plakatwettbewerben. (III. Internationales Bachfest 1975 und 75 Jahre Zoo Leipzig) und hatte in der Zeit der DDR seit 1967 im In- und Ausland eine große Zahl von Einzelausstellungen und Ausstellungsbeteiligungen, u. a. von 1967 bis 1988 an der VI. bis X. Kunstausstellung der DDR in Dresden.
Im Jahr 1975 gründete er gemeinsam mit Jutta Damm-Fiedler und Frank Neubauer die Gruppe PLUS, deren Mitglied er bis ca. 1985 blieb. Aufgrund freundschaftlicher Verbindungen zu Krakauer Künstlern, u. a. Ola Konior organisierte er gemeinsame Plakatwettbewerbe als Leiter der Gruppe „Plakat“ der Sektion Gebrauchsgrafik des VBK DDR Leipzig. Von 1980 bis 1988 war er Vorsitzender der Sektion Gebrauchsgrafik im VBK DDR, Mitglied im Präsidium und Zentralvorstand des VBK DDR. 1988 beendigte er die Tätigkeit als Vorsitzender der Sektion Gebrauchsgrafik und gab alle Funktionen auf.
Von 1980 bis 2001 war Jochen Fiedler Hochschullehrer und Dozent an der Hochschule für industrielle Formgestaltung Burg Giebichenstein Halle, nach 1989 Burg Giebichenstein – Hochschule für Kunst und Design Halle, heute Burg Giebichenstein Kunsthochschule Halle. 1972 beteiligte er sich an der Internationalen Plakatbiennale Warschau, auch aufgrund freundschaftlicher Beziehungen zum polnischen Plakatkünstler Hubert Hilscher (1924–1999). 1984 begann die Zusammenarbeit mit Jan Rajlich d. Ä., dem Mitbegründer der Internationalen Biennale der Gebrauchsgrafik Brno, später fortgesetzt mit Jan Rajlich d. J. Jochen Fiedler war mehrmals Mitglied der Vorauswahljury der Biennale und der internationalen Jury in Zilina zur EKOPLAGAT 1993, 1996, 2002, 2005. 1995 wurde er zum Ehrenmitglied der Biennale Brno ernannt. Von 1987 bis 1989 war er als künstlerischer Berater beim Leipziger Messeamt tätig. 2011 gründete er den Verein plakat-sozial e. V., gemeinsam mit Bernd Hanke, Ulrich Strube, Sylke Wunderlich und Gert Wunderlich.
Die Hinwendung zum Plakat begann bereits während des Studiums in Berlin. Erster Höhepunkt des Schaffens war der Gewinn des 2. Preises für ein Plakat der Berlinwerbung 1965. Danach konzentrierte er sich auf Plakatgestaltung für verschiedene Auftraggeber. 1972 wurde zum ersten Mal ein Plakat auf der III. Internationalen Plakatbiennale des Plakates in Warschau ausgestellt (Plakat: Augen auf…!). Ab 1972 beteiligte sich Jochen Fiedler am Wettbewerb um die besten Plakate des Jahres und war bis 1989 mehrfach Jurymitglied der Ausstellungen 100 Beste Plakate.

## Ehrungen
- 1965 2. Preis im Plakatwettbewerb Plakate für Berlin
- 1972 Kunstpreis des DTSB (mit Jutta Damm-Fiedler)
- 1972 1. Preis im Plakatwettbewerb zur Kunstausstellung der DDR, Dresden
- 1975 Anerkennung im Plakatwettbewerb „30. Jahrestag des Überfalls des Faschismus“, Warschau
- 1976 Kunstpreis der Stadt Leipzig (mit Jutta Damm-Fiedler und Frank Neubauer)
- 1984 Goldmedaille der Triennale EKO-Plagat in Zilina, Slowakei
- 1986 Kunstpreis der DDR für das Plakatschaffen
- 2003 Grand Prix der 5. Internationalen Triennale des Umweltplakates, Charkow
- 2007 Preis der Jury, Taiwan International Poster Award

Weitere Auszeichnungen in den jährlichen Wettbewerben der DDR Beste Plakate des Jahres und 100 Beste Plakate des Jahres

## Publikationen Fiedlers (unvollständig)
- Vom Gebrauchtwerden der Gebrauchsgrafik. In: Bildende Kunst, Berlin, 6/1980, S. 262–263

## Ausstellungen (unvollständig)
mit Jutta Damm-Fiedler und der Gruppe PLUS:
- 1975 Ausstellung Gruppe PLUS. Jochen Fiedler, Jutta Damm-Fiedler, Frank Neubauer, Leipzig – Leipzig Information.
- 1980 Ausstellung Gruppe PLUS. Staatliche Kunstsammlungen Cottbus.
- 1983 Ausstellung Gruppe PLUS zu den Tagen der Kultur der DDR in der ČSSR. Brünn.
- 1992 Jochen Fiedler – Plakat Foto Grafik. Stadtmuseum Halle.
- 1997 Jutta Damm-Fiedler, Jochen Fiedler – Plakate. Mährische Galerie Brünn.
- 2004 Jochen Fiedler – Geld. Grafik und Collagen. Sparkasse Delitzsch.
- 2011 Jutta Damm-Fiedler. Jochen Fiedler. Plakate aus fünf Jahrzehnten. Kunstmuseum Dieselkraftwerk Cottbus.
- 2015 Plakate 2+2, Eine Huldigung an die Plakatkunst. Plakate über zwei Generationen (mit Grit und Falk Fiedler), Markkleeberg.
- 2017 Grafik zum Neuen Jahr. Galerie art Kapella, Schkeuditz.
- 2017 Damm & Fiedler. 57 Jahre Gebrauchsgrafik. 1960-2017. Villa Najork Leipzig.

### Ausstellungsbeteiligungen seit der deutschen Wiedervereinigung
- 2003 IV. Block, V. Internationale Triennale für Umweltplakate. Charkow, Ukraine.
- 2005 Europa 2020 – Today for Tomorrow. Museum of Arts And Crafts Zagreb.
- 2007 überklebt – Plakate aus der DDR. Schleswig-Holstein-Haus, Schwerin.
- 2007 Taiwan International Poster Design Award. Taiwan.
- 2009 Risse in der Zeit. 12 Künstler Ost – 12 Künstler West. München – Freising/Dresden.
- 2015 100 Beste Plakate der Burg. Burggalerie Halle.
- 2015 Anschläge von „Drüben“ – DDR-Plakate 1949 – 1990, Museum Folkwang Essen.
- 2019 Die Spur der Hand. Brandenburgisches Landesmuseum für moderne Kunst Cottbus.
- 2020 VIII. Internationale Biennale des sozial-politischen Plakates. Auschwitz/Oświecim.
- 2020 18 Plakate für die Olympischen Spiele Moskau 1980. Auswahl aus dem internationalen Plakatwettbewerb, Sammlung Museum Moskau.
- 2011–2021 Teilnehmer und Organisator der I. bis V. Internationalen Plakatausstellung Leipzig.

Ab 1965 bis ca. 2010 Beteiligung an Ausstellungen im In- und Ausland, darunter: Biennale Warschau, Biennale Brünn, Posterbiennale Lahti, Triennale des politischen Plakates Mons, Kunstausstellungen des Bezirkes Leipzig.